# Kris McQuade
Kris McQuade, född 1952 i Coffs Harbour, New South Wales, är en australisk skådespelare.
McQuades första TV-uppträdande var år 1967 i serien Bellbird och första filmroll år 1973 i boxningsfilmen Come Out Fighting. I Dušan Makavejevs The Coca-Cola Kid (1985) hade hon en liten roll som piloten Juliana och i Baz Luhrmanns Strictly Ballroom - De förbjudna stegen (1992) hette hennes rollgestalt Charm Leachman. 2013 medverkade McQuade i första säsongen av Wentworth som fången Jacs Holst.